# Nycteola populana
Nycteola populana är en fjärilsart som beskrevs av Patocka 1953. Nycteola populana ingår i släktet Nycteola och familjen trågspinnare. Inga underarter finns listade i Catalogue of Life.